# بیلویت (ویسکانسین)
بیلویت، ویسکانسین  (به انگلیسی: Beloit) شهری در شهرستان راک ایالت ویسکانسین است که در سال ۱۸۵۷ بنیان‌گذاری شده‌است. این شهر طبق سرشماری سال ۲۰۱۰ میلادی ۳۶٬۹۶۶ نفر جمعیت داشته‌است.

## نگارخانه

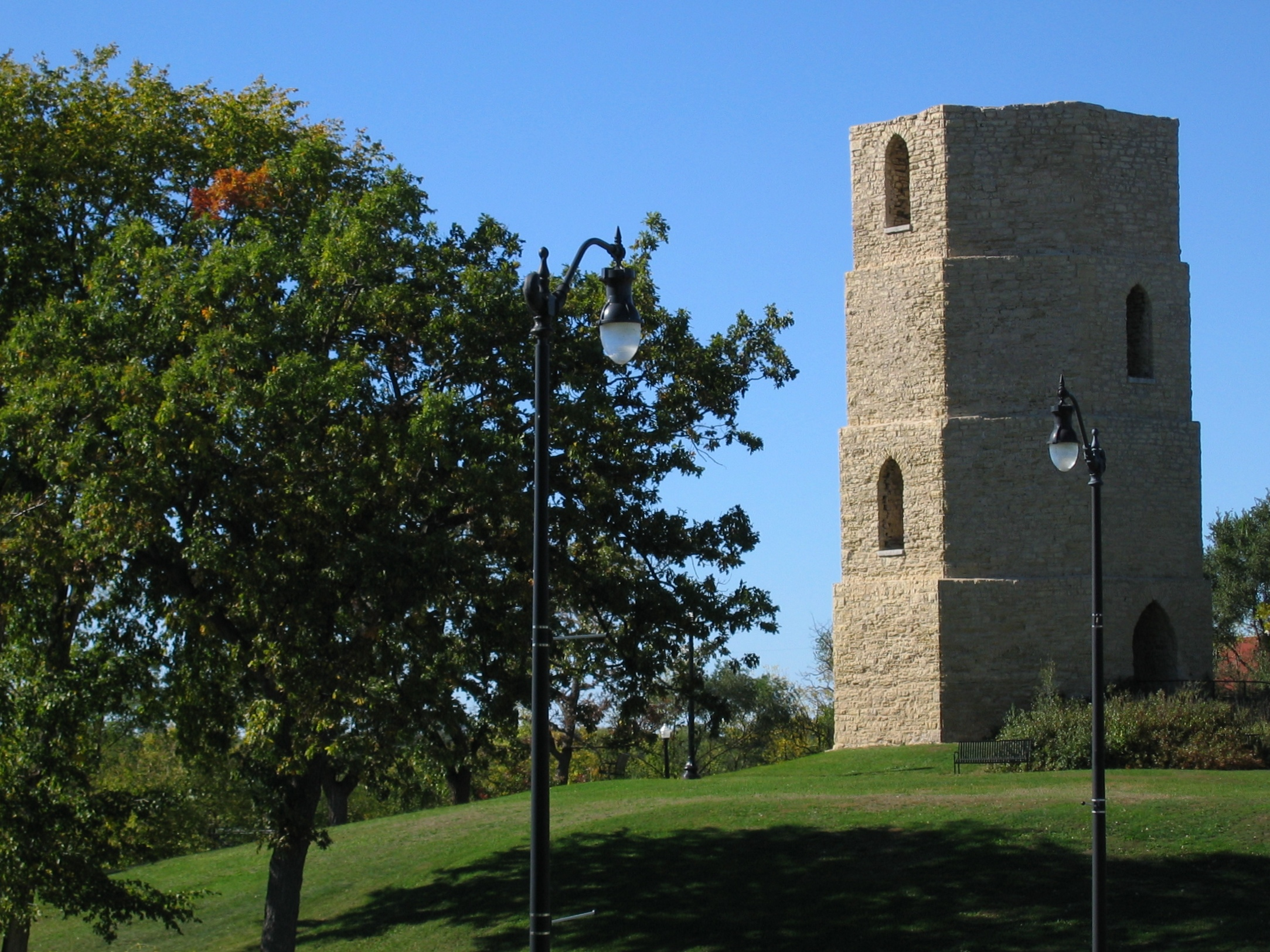
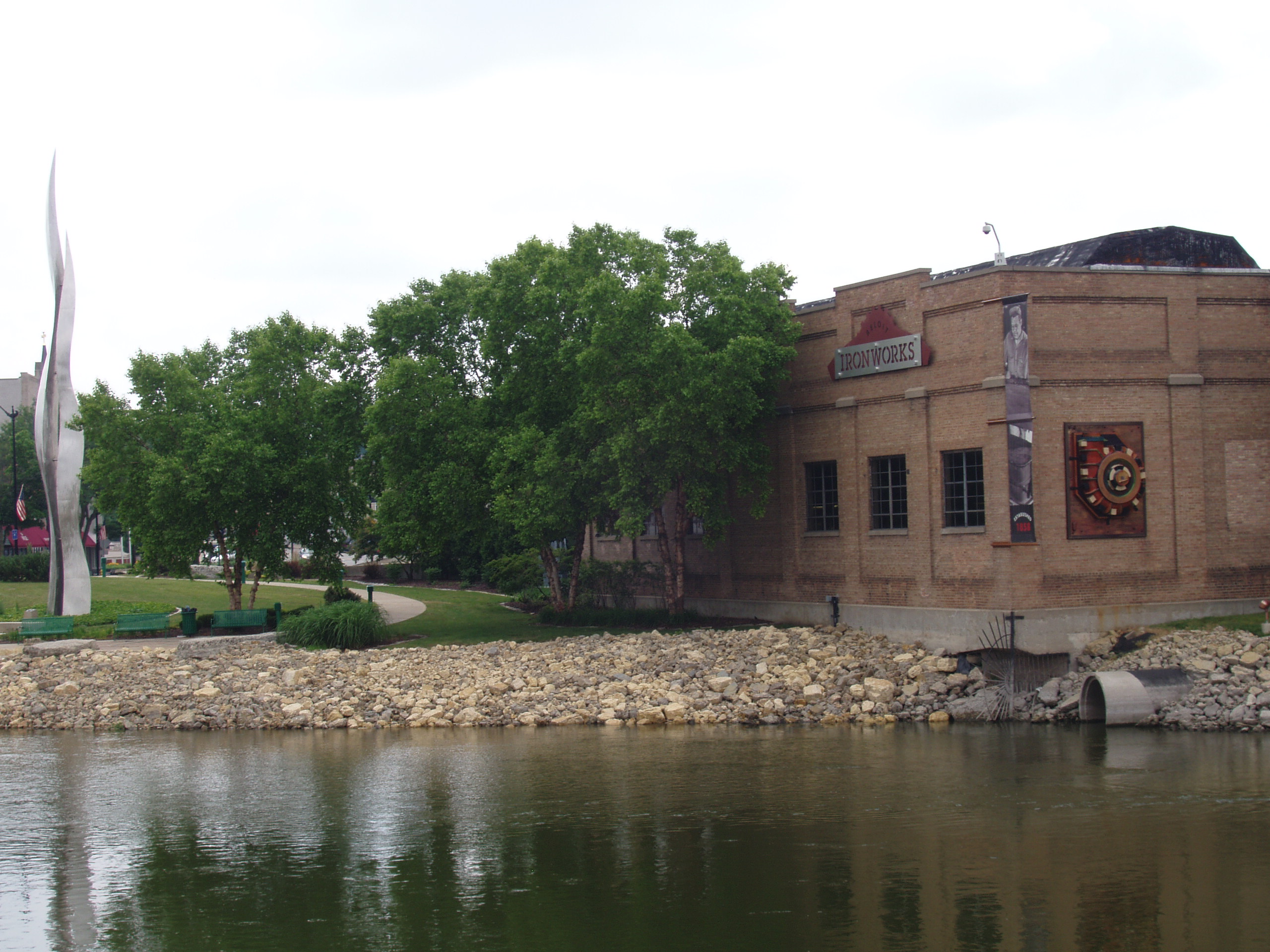
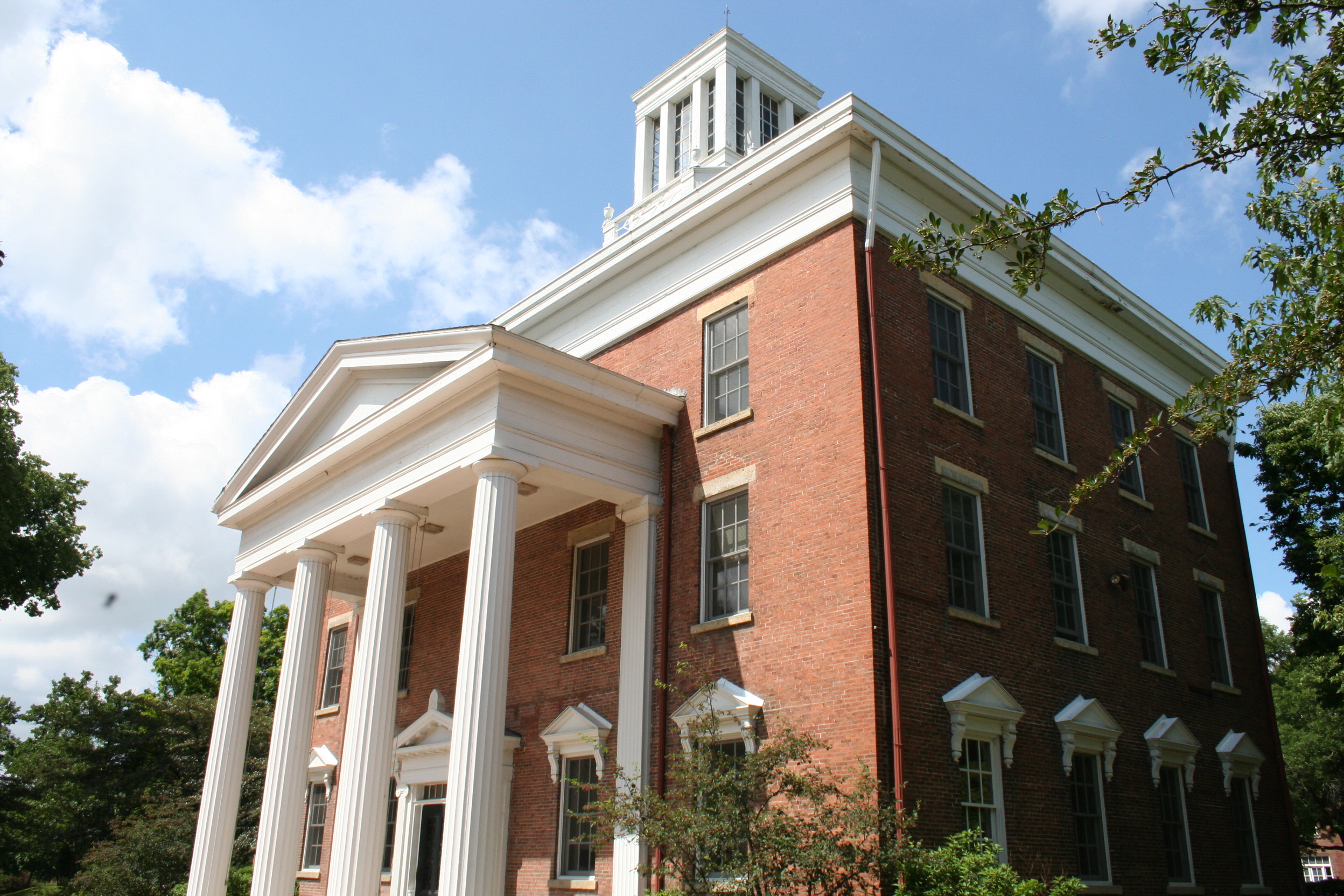